# Nagyfoltú cibetmacska
A nagyfoltú cibetmacska (Viverra megaspila) a cibetmacskafélék (Viverridae) családjába, a Viverra nembe tartozó ragadozó.

## Előfordulása
Thaiföldön, Mianmaron, Vietnámban, Malajziában, Laoszban, Kínában, Kambodzsában honos.

## Megjelenése
A hossza 76 cm, a farkhossza 37 cm, a súlya 6,6 kg. A nagyfoltú cibetmacska arról kapta a nevét, hogy nagy foltjai vannak.